# Тущикудуцький сільський округ
Тущикуду́цький сільський округ (каз. Тұщықұдық ауылдық округі, рос. Тущыкудукский сельский округ) — адміністративна одиниця у складі Мангистауського району Мангистауської області Казахстану. Адміністративний центр — село Тущикудук.
Населення — 1971 особа (2021; 2136 у 2009, 2258 у 1999, 2305 у 1989).
Станом на 1989 рік існувала Тущикудуцька сільська рада (села Тущикудук, Шебір). 2001 року село Шебір утворило окремий Шебірський сільський округ.

## Склад
До складу округу входять такі населені пункти:
| Населений пункт | Населення, осіб (1989) | Населення, осіб (1999) | Населення, осіб (2009) | Населення, осіб (2021) |
| --------------- | ---------------------- | ---------------------- | ---------------------- | ---------------------- |
| Кіякти, село    | -                      | 260                    | 106                    | 63                     |
| Тущикудук, село | 2305                   | 1998                   | 2030                   | 1908                   |